# Rhipiliella
Rhipiliella é um género monotípico de algas, pertencente à família Udoteaceae.

## Espécie
- Rhipiliella verticillata